# Arbeitskreis Sicherung des Friedens
Der Arbeitskreis Sicherung des Friedens e.V. (AKSF) ist eine friedenspolitische Organisation. Sie versteht sich als Gegengewicht zur pazifistischen Friedensbewegung, nämlich als „überparteilicher Arbeitskreis von Christen zur Förderung von Frieden in Freiheit“.

## Überblick
Er wurde 1980/81 im Zuge des NATO-Doppelbeschlusses durch den Direktor der Evangelischen Akademie Bad Boll, Eberhard Müller, in Reaktion auf die als einseitig empfundene christlich-pazifistische Friedensbewegung (u. a. Ohne Rüstung Leben und Aktion Sühnezeichen Friedensdienste mit der Losung „Frieden schaffen ohne Waffen“) in Bad Boll gegründet. Man schloss Gewalt als letztes Mittel zur Friedenssicherung nicht aus, vielmehr befürwortete der Arbeitskreis die Verteidigungspolitik der NATO.
Maßgebliche Unterstützung erhielt Müller durch den Theologen und Journalisten Eberhard Stammler. Weitere Aktive der ersten Stunde waren evangelische Theologen, Politiker und Soldaten wie Wolf Graf von Baudissin, Günter Brakelmann, Ingeborg Geisendörfer, Martin Hengel, Kurt Sontheimer, Rudolf von Thadden und Rudolf Weeber. Ehrenmitglieder sind Ministerpräsident a. D. Günther Beckstein, Peter Hilsenbeck und Manfred Kühn; Edzard von Wiarda und Karsten Ewert sind Ehrenvorsitzende. Der Arbeitskreis steht unter der Schirmherrschaft von Staatsminister a. D. Hans Zehetmair und Vizepräsident des Bayerischen Landtags a. D. Peter Paul Gantzer.
Der Verein hält öffentliche Veranstaltungen (mit Tageslosungen der Herrnhuter Brüdergemeine) zur Sicherheits-, Verteidigungs- und Entspannungspolitik ab und versucht auf die Friedensdiskussion in der Kirche einzuwirken. Es bestehen Kooperationen mit der evangelischen Militärseelsorge und der Hanns-Seidel-Stiftung. Für den mittlerweile eingestellten Briefdienst trugen von 1981 bis 1985 Eberhard Müller und von 1985 bis 1999 Hartmut Bühl die redaktionelle Verantwortung.

## Vorsitzende
Ehemaligen Vorsitzenden des Arbeitskreises waren:
- 1980–1983: Eberhard Müller und Günter Brakelmann
- 1983–1997: Günter Brakelmann und Friedrich Vogel
- 1997–1999: Günter Brakelmann und Hermann Gröhe

Den Vorsitz führt derzeit Jörg Haslinger.